# Tanch'ŏng
Tanch'ŏng (hangeul : 단청 ; hanja : 丹靑 ; RR : Dancheong) désigne en Corée un style de peintures colorées utilisées sur du bois ou sur du mobilier. Il utilise de manière symbolique cinq couleurs en s'inspirant de la conception taoïste du Yin et yang : bleu (est), blanc (ouest), rouge (sud), noir (nord), et le jaune (milieu). 
Le système dancheong est généralement utilisé dans des endroits importants, comme les temples et les palais. On le rencontre aux avant-toits des temples avec des motifs d'animaux (des dragons, des lions, des grues). Le dancheong fonctionne également non seulement comme décoration, mais aussi à des fins pratiques : il permet de protéger les surfaces des bâtiments en fonction de la température et permet de rendre des matériaux grossiers moins visible. Il protège également le bois contre les insectes,[4] prolongeant sa durée de vie.[8] L'application du dancheong sur les surfaces des bâtiments nécessite des compétences qualifiées, et ce sont des artisans appelés dancheongjang (단청장) qui conçoivent les motifs peints. Les dancheonjang sont considérés comme des trésors nationaux vivants en Corée du Sud et font partie du patrimoine culturel immatériel national par l'administration du patrimoine culturel en Corée du Sud.

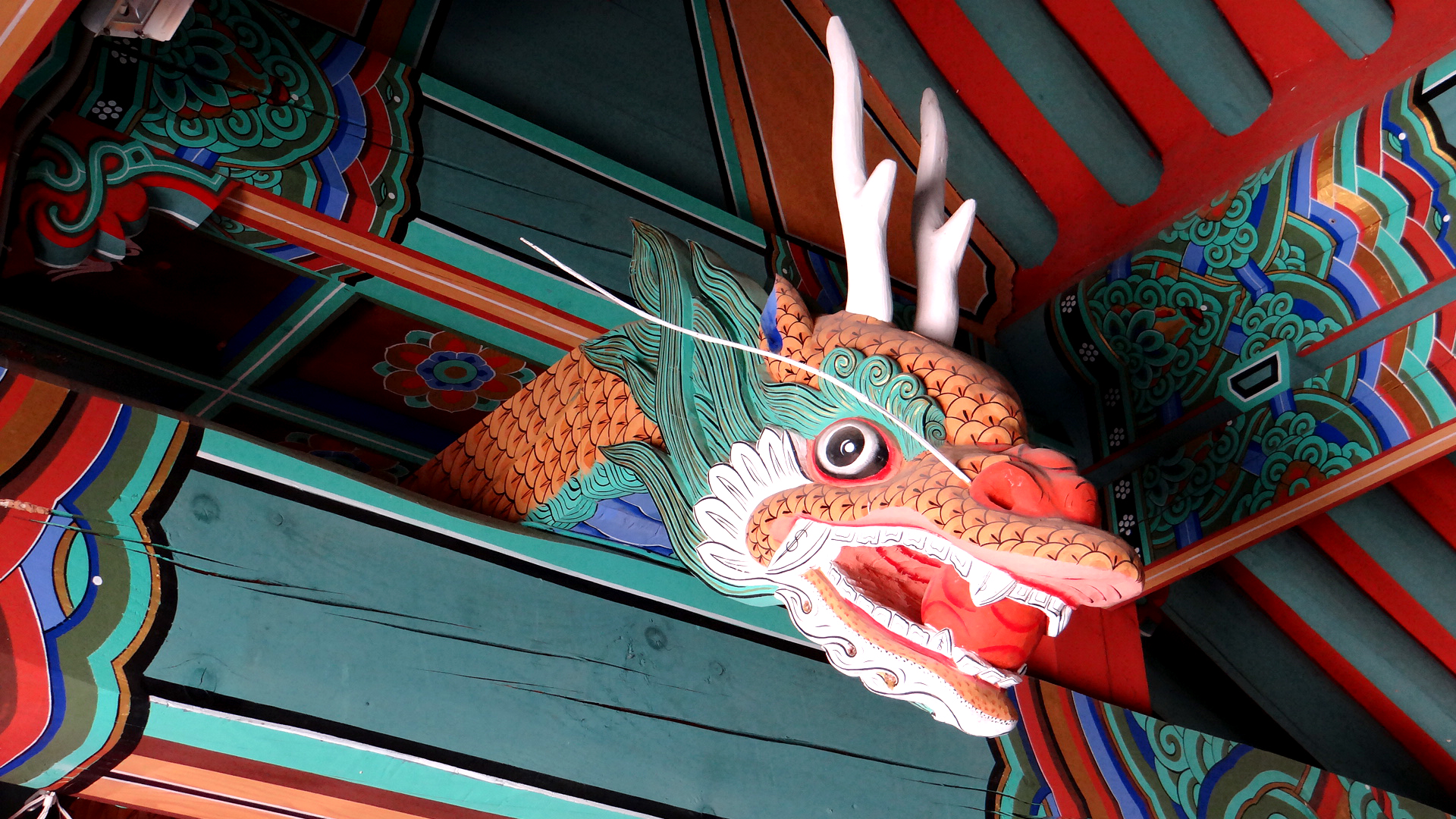
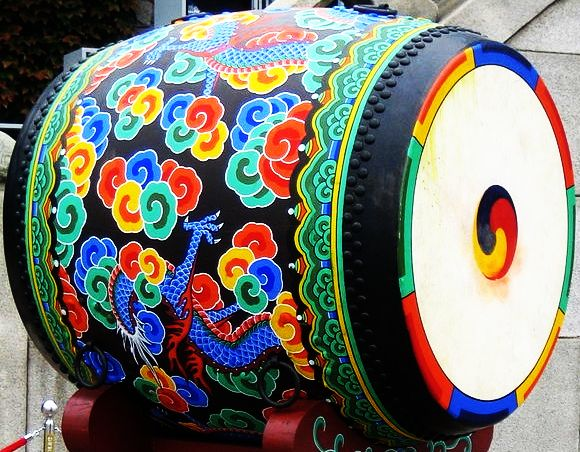
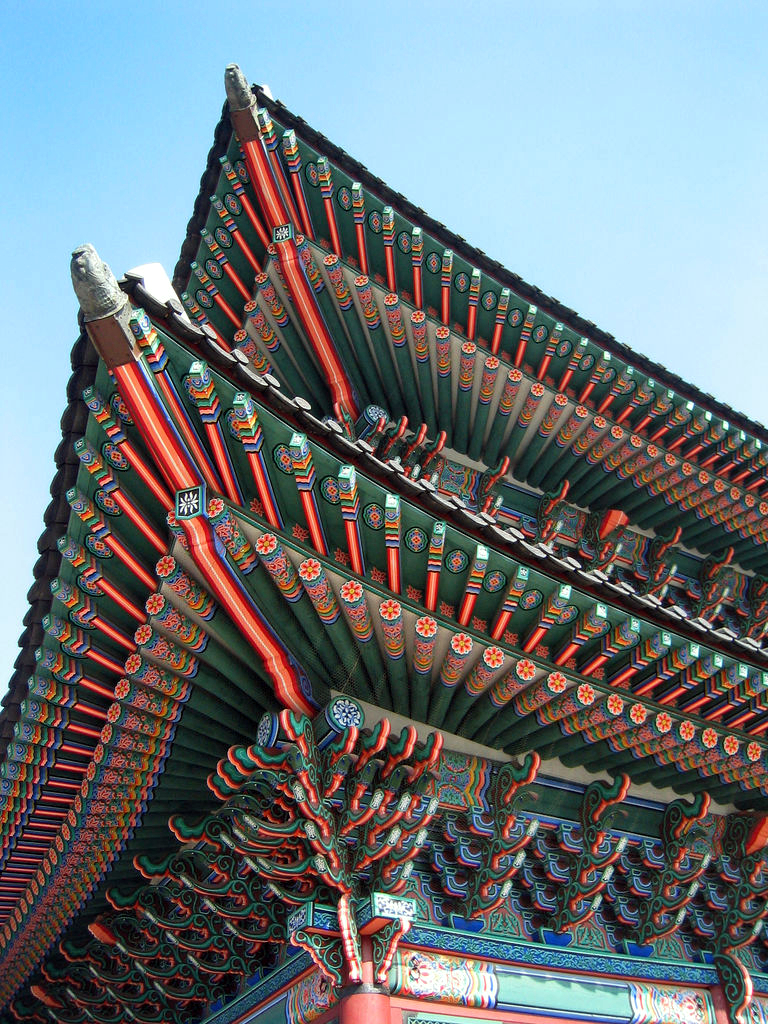